# Піноскло
Піноскло́ — скло з комірчастою (пористою) структурою; вид теплоізоляційного матеріалу і звукопоглинального та будівельного (конструкційного) матеріалу. 
Діаметр рівномірно розподілених в склі пор 0,1 ÷ 0,5 мм. У СРСР піноскло почали застосовувати з 30-х рр.

## Види
Розрізняють піноскло з порами 
- Замкнутими (теплоізоляційне),
- Сполучними (звукопоглинальне),
- Частково замкнутими (будівельно-ізоляційне),
- Кольорове (декоративне),
- Мікропористе (хімічне)
- Механічно міцне (технічне).

## Характеристики
Піноскло характеризується малою об'ємною масою, низькою теплопровідністю і водопоглинанням, високою механічною міцністю, вогнестійкістю, морозостійкістю і стійкістю до хімічно агресивних середовищ. 

### Технічні характеристики
- Щільність, кг/м³ 120 — 160

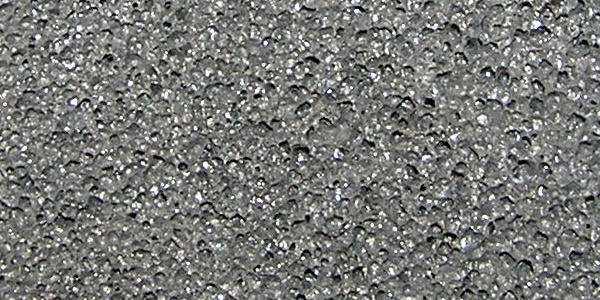
Поверхня блоку піноскла виробництва заводу будівельних теплоізоляційних материалів м.Шостка

- Діапазон робочих температур, °С: −250 +500
- Теплопровідність, Вт/(мк): 0.05 — 0.07
- Межа міцності при стисненні, МПа: 0.7—2
- Водопоглинання, %: не більше 1,55
- Модуль пружності, МН/м²: 800
- Шумопоглинання, Дб: до 56

Піноскло (чарункове скло) є ефективним чарунковим неорганічним теплоізолятором (утеплювач), отриманий спіканням скляного порошку з одночасним спученням його під дією газоутворювача.
Будова піноскла нагадує тверду мильну піну. Розмір чарунок піни може бути від доль міліметрів до сантиметра.
Піноскло виготовляють з об'ємною масою приблизно від 100 до 700 кг/м³; механічна міцність його росте з підвищенням об'ємної маси. Межа міцності на стиснення піноскло з об'ємною масою 200—400 кг/м³ становить 20 ÷ 60 кгс/см². Залежно від об'ємної маси коефіцієнт теплопровідності піноскла 0,052 ÷ 0,12 ккал/м-год-град. Звукопоглинання піноскла зі сполучними порами, в інтервалі частот 100 ÷ 600 гц становить від 20 до 50 %, в інтервалі частот 600 ÷ 1200 гц — від 50 до 65 %. 

## Сировина
Сировиною для виробництва піноскла служить скляна шихта або тонкоподрібнений скляний бій з пороутворювачами, які при високій температурі виділяють газ, що спучує скляну масу. Газова фаза в піноскла займає 80—95 %, а скляна маса 5—20 об'єму. Кращим для утворення такої суміші є скло з пологішої кривої в'язкості в інтервалі температур 600—700 °C. При отриманні піноскла із замкнутими порами застосовують вугільні пороутворювачі — кокс, сажу, торф'яний напівкокс, для піноскла зі сполучними порами — мармур, доломіт та інші. 

## Виробництво
Виробництво піноскла (у вигляді блоків, плит, деталей, крихти) складається з приготування початкової суміші, спінювання скла, відпалу і механообробки. Спінюють скло при температурі 700—800 °C (для звичайного скляного порошку) або 950—1150 °C (для порошків скла, отриманого з глин, нерудних копалин або гірських порід). Спінювання скла і відпал блоків з нього здійснюють в одній печі або в двох різних печах. Освоєний двохстадійний спосіб виробництва піноскла з об'ємною масою 140—200 кг/м³, з міцністю на стиснення 8—20 кгс/см² і водопоглинанням не більше 1 %. 

### Перші розвідки
Піноскло в науковому світі викликало настільки сильний інтерес, що проблематика його експериментального виробництва вирішувалася одночасно провідними фізико-хімічними лабораторіями і групами учених в багатьох країнах.
Вперше у світі про піноскло як про будівельний матеріал згадав в своїй доповіді академік І. І. Китайгородський на Всесоюзній конференції із стандартизації і виробництва нових матеріалів в Москві у 1932 році. Тоді ж були озвучені і теоретичні принципи технології виробництва цього матеріалу.
У 1936 році в Лондоні на Другому міжнародному конгресі з скла Б. Лонґ, що представляв результати роботи наукових лабораторій французької скляної корпорації «Сен-Ґобен», продемонстрував дослідні зразки нового продукту.
Але, незважаючи на одержаний патент (6818—1934), корпорація «Сен-Ґобен» вимушена була згорнути проекти з промислового виробництва піноскла у зв'язку з тим, що існували серйозні технологічні труднощі з однорідного спікання достатньо великих блоків з піноскла. Також негативним чинником на ту пору була висока енергоємність його виробництва.

## Освоєння технології в СРСР
Трохи іншим шляхом, аніж французи, пішли в СРСР.
Протягом 7 років в Московському хіміко-технологічному інституті імені Д. І. Менделєєва проводилися експериментальні напрацювання з економічного і якісного технологічного процесу, і лише потім, маючи повністю налагоджений алгоритм виробництва, в травні 1939 року на заводі «Автоскло» в місті Костянтинівка (Україна) було отримано перше промислове піноскло великого формату (475х380х120 мм) із стабільними фізичними параметрами.
Проте подальші дослідження промислового виробництва піноскла в СРСР були перервані Другою світовою війною.
З середини 1950-их у СРСР починається «піноскляний бум». До середини 1950-их було не тільки відновлено виробництво піноскла в м. Костянтинівка, але і запущено його виробництво ще на трьох скляних заводах СРСР: Івотському, Кучинському, а також в Білорусі на Гомельському (у 1954 році).
Але в середині 1950-их років ще існували значні технологічні проблеми по отриманню якісного промислового піноскла. Для їх вирішення Гомельський скляний завод був вибраний у СРСР як підприємство для впровадження новітніх наукових досягнень в області варива піноскла. Для цього у Білорусі була створена наукова і технологічна школа з проблематики його виробництва. Очолив цю школу відомий білоруський учений Б. К. Демидович, що доклав значні зусилля по оптимізації хімічних і фізичних процесів виробництва піноскла. До рішення цих питань були звернуті галузеві наукові підрозділи, що проводили на початку 1970-их дослідження в галузі як виробництва піноскла, так його застосування.
В Україні з 2010 року розпочато виробництво піноскла та пінокрихти підприемством НВП Технологія. Піноскло українського виробництва має сертифікати України, РФ та Європейського Союзу. Виробничі потужності НВП Технологія більше 2000 м3 в місяць.

## Освоєння технології в США
З розвитком воєнної ситуації у Європі, США починає освоювати розробку, впровадження технологічних процесів виробництва піноскла. Перші виробничі лінії з виготовлення піноскла були запущені в Порті Аллегані у 1943 році.
Замовником виступили ВМС США, оскільки надводному і особливо підводному флоту терміново було потрібно високоякісний теплоізоляційний матеріал, здатний працювати в агресивних температурних і хімічних середовищах, а також не схильний до дії морської води. Матеріал настільки сподобався військовим морякам, що до кінця війни повністю «витіснив», для прикладу, корок з рятувальних жилетів і плавзасобів. Головною його перевагою визнали абсолютну негорючість, що в умовах війни було важливим чинником.
Після закінчення війни піноскло знайшло тут таке широке застосування (особливо в будівництві), що заводи в Порті Аллегані до 1950 року удвічі збільшили обсяг його виробництва, проте попит безперервно зростав. Фірма «Пітсбург Корнінг» вимушена була вже до 1953 року запустити нову потужну фабрику з виробництва піноскла у місті Седалія.
Піноскло було і є настільки затребуваним універсальним теплоізоляційним матеріалом, що такі країни, як Японія (середина 1960-их) і Китай (початок 1980-их), освоїли технологію і мають зараз власних крупних незалежних виробників піноскла. Проте розвиненою технологією промислового виробництва піноскла мають на сьогодні лише США (зокрема на європейських заводах у Бельгії, Чехії і Німеччині), Японія, Китай, Україна .
У Росії є тільки експериментальні печі малої потужності в Томську, Пермі, Нижньому Новгороді, Володимирі, де намагаються відновити загублені секрети виробництва блоків з піноскла. В Україні з 2010 року розпочато виробництво піноскла та пінокрихти підприємством НВП Технологія в м.Шостка.

## Промислове виробництво

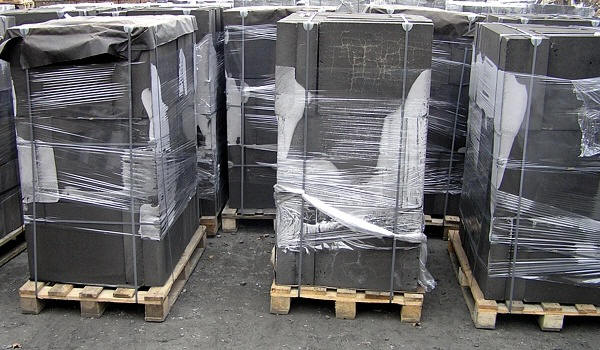
Українське блочне піноскло в транспортній упаковці

Піноскло було і є настільки затребуваним універсальним теплоізоляційним матеріалом, що такі країни, як Японія (середина 1960-их) і Китай (початок 1980-их), освоїли технологію і мають зараз власних крупних незалежних виробників піноскла.
Наприкінці 20 століття втратили власне виробництво Німеччина, Чехія і Польща. Зараз в Німеччині і Чехії є заводи з виробництва піноскла корпорації «Пітсбург Корнінґ» — найбільшого виробника піноскла у світі. Відтак, розвинену технологію промислового виробництва піноскла мають на сьогодні лише США (зокрема на європейських заводах в Бельгії, Чехії і Німеччині), Японія, Китай. В Україні з 2010 року розпочато виробництво піноскла та пінокрихти підприемством НВП Технологія. Піноскло українського виробництва має сертифікати України, РФ та Європейського Союзу.

## Застосування
Піноскло легко піддається механічній обробці: його пиляють, ріжуть, свердлять і обточують на токарних верстатах. Піноскло застосовують у будівництві, суднобудуванні, на залізничному транспорті, в хімічній промисловості, техніці низьких і високих температур, в деревообробній промисловості.

## Піноскло у літературі
Ажіотажний попит і популярність його як будівельного матеріалу були настільки великі, що письменники-фантасти США вважали лише цей матеріал відповідним застосування для майбутнього будівництва в космосі (Роберт Хайнлайн в романі «Даліла і космічний монтажник», 1949 рік).